# CHERRY LYDER
CHERRY LYDER （ちぇりー らいだー）
本名 おき ちえり/は、宮崎県出身のミュージシャン。

## 来歴＆人物
- 高校時代からギターと作曲を開始し、同級生とともにユニット「タフ・ガール」を結成。地元での路上ライブやCDの自主制作などを行う。高校卒業とともにユニットを解散し、単身福岡に移る。
- お金がなかったため、福岡の社宅あり（パチンコ屋）の会社へ2か月就職し引っ越し資金をためる。
- 天神で路上ライブを定期的に開催。
- 2007年5月に「CHERRY LYDER」名義のシングルをインディーズでリリース。
- FM福岡「戦え！チェリラジオ」で初ラジオレギュラー番組を1年間持つ。
- 音楽イベント「MUSIC CITY TENJIN」に出演。
- ユニコーン阿部義晴がプロデューサー
- 2007年4月1日　阿部義晴「四ツ葉の森（上）ABERRATION」ツアー東京公演（＠Shibuya-BOXX）に参加。
- SPEEDSTAR RECORDS15周年「LIVE SPEEDSTAR EXPRESS 〜15歳の初体験（はつたいけん）〜」（2007/11/8）にオープニング・アクトとして出演決定
- 2007年11月7日にビクターSPEEDSTAR RECORDSより「NAMUKINガール」でメジャーデビュー

- 2ndシングル「キリンの首より長くなる。 」が、フジテレビ系列のバライティ番組『めちゃ2イケてるッ！』ED曲に採用される。※2008年2月2日〜2009年1月24日
- 2009年以降、事実上音楽活動を停止。
- 同年、フジロックフェスティバルの深夜枠にてDJイベントに参加。
- 2019年、アーティスト名を「Topponica(トッポニカ)」へ変更し、音楽活動再開。
- 2020年、音楽以外の活動を「おき ちえり」とし、劇団スティックなどの活動を行っている。
- 福岡ソフトバンクホークスの大ファンであり、シーズン中は自作のスコア表「ホークス日記」を書いている。

### バックバンドメンバー
- 阿部義晴☆ポルチーニ。
- 阿部義晴 (Vo & Pf & Guitar)
- 外薗雄一 (Drums)
- 木内健 (Guitar & HAMMOND)
- 高橋"Jr."知治 (Bass & Harmonica)
- 西園寺瞳 from 氣志團 (Guitar) ）

## シングル
- お前はウシか！？ (2007/5/23)
- NAMUKINガール (2007/11/7) ビクタースピードスターレコード
- キリンの首より長くなる。 (2008/4/23)めちゃイケED曲※2008年2月2日〜2009年1月24日

## アルバム
- こっちむいてホイッ! (2007/7/11)

## Topponica(トッポニカ)としての活動（2019年～）
- シングル「星の名前」配信（2019年8月12日～）
- 1st Albam 「TOPPO！」配信（2020年1月20日～）
- 2nd Albam　「Nica！」配信（2023年3月28日～）

### 楽曲提供
- VTuber「エクラ＊タタン」Sweet Dreaming

## おき ちえりとしての活動（2020年～）
- 2020年1月 尼神インター渚によるYoutubeチャンネル「渚のいっぷくチャンネル」のエンディング曲オーディションに参加し、合格。エンディング曲【渚のいっぷく】を提供する。

作曲オーディション【前編】
作曲オーディション【後編】
渚、レコーディング に挑戦
- 2021年8月 ナイツ塙が主宰の「劇団スティック」のメンバーに合格。本名である「おき ちえり」として活動をスタートする。

### 作品
- Youtubeドラマ「ジーニアスドクター」BGM制作を担当。
- Youtubeドラマ「泥棒めし」富山役

### 舞台
- 第一回公演「君があの子で私も誰かで」＠南大塚ホール（2023年3月24日）広岡文音役
- 第二回公演「グッドナイトハイスクール」＠新宿角筈ホール（2024年４月9日、4月10日）

### ラジオ
- 2023年3月 NACK5「Raise on Saturday」※侍ジャパン特集 ゲスト出演。

### テレビ
- 2022年4月 テレQ「ファンスポSP 今夜決定!　選手&ファンが選ぶホークスMVP」インタビュー出演
- 2023年3月 テレ朝「モーニングショー」侍ジャパン特集 インタビュー出演